# كولين (مدينة تشيكية)
كولين (بالتشيكية: Kolín)‏ مدينة تقع في وسط إقليم بوهيميا في جمهورية التشيك. تبعد حوالي 55 كم شرق براغ، وتقع على نهر إلبه.
أسسها الملك بريميسل أوتاكار الثاني في القرن الثالث عشر، تحت اسم كولونيا الجديدة Colonia Nova. وأقيمت بها قلعة في عام 1437.
وقعت بها معركة كولين بين النمسا وبروسيا، وهزم البروسيون. وقصفت أثناء الحرب العالمية الثانية.
يتميز وسط المدينة التاريخي بمبانيه ذات الطابع الغوطي والباروكي. من أبرز المعالم السوق الرئيسي (ميدان كارلس) والجيتو اليهودي، والكنيس اليهودي، وكنيسة القديس بارتولوميوس من القرن الثالث عشر (وهي من تصميم المعماري بيتر بارلر).

## توأمة
لكولين (مدينة تشيكية) اتفاقيات توأمة مع كل من:
- ديتيكون
- كامينز

## أعلام
- بودان يوليهراتش
- فرانك دانيال
- فاكلاف مورافيك
- ميلوش زيمان